# Sericochroa lautina
Sericochroa lautina är en fjärilsart som beskrevs av Paul Dognin 1914. Sericochroa lautina ingår i släktet Sericochroa och familjen tandspinnare. Inga underarter finns listade i Catalogue of Life.